# Patricio Pacífico
Patricio Pacífico Domínguez (Montevideo, 8 de abril de 2006) es un futbolista uruguayo. Juega de defensa central o lateral izquierdo y su equipo es Defensor Sporting Club de la Primera División de Uruguay.

## Trayectoria
En el año 2020 comenzó su formación juvenil en Defensor Sporting, en la sub-14 del club, fue ascendiendo en las diferentes categorías año a año. El 2 de noviembre de 2022 firmó su primer contrato profesional.
Debutó como profesional el 19 de abril de 2024, el entrenador Martín Varini lo envió a cancha en el segundo tiempo contra Liverpool en Belvedere, le tocó marcar a Luciano Rodríguez e hizo un buen trabajo, empataron 1-1. Su primer encuentro lo disputó con 18 años recién cumplidos y la camiseta número 20.
En su primera temporada como profesional tuvo una participación irregular, jugó 13 partidos, Defensor Sporting ganó la Copa Uruguay 2023 y 2024. A fin de año renovó contrato y firmó hasta 2028.

## Selección nacional
Ha sido internacional con la selección de fútbol de Uruguay en las categorías juveniles sub-17 y sub-20.
El 8 de marzo de 2023 se dio a conocer la lista definitiva del plantel para el Campeonato Sudamericano Sub-17 y Pacífico fue confirmado.
Debutó en el Sudamericano el 30 de marzo, fue titular contra Colombia, combinado con el que empataron sin goles. Uruguay quedó eliminado en la fase de grupos tras 1 victoria, 1 empate y 2 derrotas, fue titular en los 4 encuentros.
Durante 2024 fue parte del proceso de la selección sub-20. Debutó en la categoría el 21 de marzo en el Franzini, jugó de titular en un amistoso contra Rusia pero perdieron por la mínima.
El 7 de enero de 2025 fue confirmado en el plantel para jugar el Campeonato Sudamericano Sub-20, por el entrenador Fabián Coito. Jugó 9 partidos y convirtió 1 gol pero no lograron clasificar a la Copa Mundial Sub-20 luego de 20 años.
Fue citado por primera vez por el entrenador de la selección absoluta Marcelo Bielsa para la primera FIFA del 2025, el 17 de marzo arribó al Complejo Celeste. Entrenó con jugadores como Federico Valverde, Rodrigo Bentancur, Sergio Rochet, Ronald Araújo y Darwin Núñez pero no fue convocado para los partidos.

## Estadísticas

### Clubes
Actualizado al último partido citado el 28 de junio de 2025.
| Club                           | Div.          | Temporada     | Liga  | Liga  | Liga   | Copas nacionales | Copas nacionales | Copas nacionales | Copas internacionales | Copas internacionales | Copas internacionales | Total | Total | Total  |
| Club                           | Div.          | Temporada     | Part. | Goles | Asist. | Part.            | Goles            | Asist.           | Part.                 | Goles                 | Asist.                | Part. | Goles | Asist. |
| ------------------------------ | ------------- | ------------- | ----- | ----- | ------ | ---------------- | ---------------- | ---------------- | --------------------- | --------------------- | --------------------- | ----- | ----- | ------ |
| Defensor Sporting C. · Uruguay | 1.ª           | 2023          | -     | -     | -      | 0                | 0                | 0                | -                     | -                     | -                     | 0     | 0     | 0      |
| Defensor Sporting C. · Uruguay | 1.ª           | 2024          | 13    | 0     | 0      | 1                | 0                | 0                | -                     | -                     | -                     | 14    | 0     | 0      |
| Defensor Sporting C. · Uruguay | 1.ª           | 2025          | 11    | 1     | 0      | -                | -                | -                | -                     | -                     | -                     | 11    | 1     | 0      |
| Defensor Sporting C. · Uruguay | Total club    | Total club    | 24    | 1     | 0      | 1                | 0                | 0                | 0                     | 0                     | 0                     | 25    | 1     | 0      |
| Total carrera                  | Total carrera | Total carrera | 24    | 1     | 0      | 1                | 0                | 0                | 0                     | 0                     | 0                     | 25    | 1     | 0      |
| 1.                             |               |               |       |       |        |                  |                  |                  |                       |                       |                       |       |       |        |

### Selección
Actualizado al último partido citado el 16 de febrero de 2025.
| Selección         | Temporada         | Continental | Continental | Continental | Mundial      | Mundial      | Mundial      | Amistosos | Amistosos | Amistosos | Total | Total | Total  |
| Selección         | Temporada         | Part.       | Goles       | Asist.      | Part.        | Goles        | Asist.       | Part.     | Goles     | Asist.    | Part. | Goles | Asist. |
| ----------------- | ----------------- | ----------- | ----------- | ----------- | ------------ | ------------ | ------------ | --------- | --------- | --------- | ----- | ----- | ------ |
| Sub-17 · Uruguay  | 2022              | —           | —           | —           | —            | —            | —            | 18        | 1         | 0         | 18    | 1     | 0      |
| Sub-17 · Uruguay  | 2023              | 4           | 0           | 0           | No clasificó | No clasificó | No clasificó | 5         | 2         | 0         | 9     | 2     | 0      |
| Sub-17 · Uruguay  | Total sel.        | 4           | 0           | 0           | 0            | 0            | 0            | 23        | 3         | 0         | 27    | 3     | 0      |
| Sub-20 · Uruguay  | 2024              | —           | —           | —           | —            | —            | —            | 7         | 0         | 0         | 7     | 0     | 0      |
| Sub-20 · Uruguay  | 2025              | 9           | 1           | 1           | No clasificó | No clasificó | No clasificó | 3         | 0         | 0         | 12    | 1     | 1      |
| Sub-20 · Uruguay  | Total sel.        | 9           | 1           | 1           | 0            | 0            | 0            | 10        | 0         | 0         | 19    | 1     | 1      |
| Total selecciones | Total selecciones | 13          | 1           | 1           | 0            | 0            | 0            | 33        | 3         | 0         | 46    | 4     | 1      |
| 1.                |                   |             |             |             |              |              |              |           |           |           |       |       |        |

## Palmarés

### Títulos nacionales
| Título       | Club                 | País    | Año  |
| ------------ | -------------------- | ------- | ---- |
| Copa Uruguay | Defensor Sporting C. | Uruguay | 2023 |
| Copa Uruguay | Defensor Sporting C. | Uruguay | 2024 |